# Агротероризам
Агротероризам је облик биотероризма, који намерном индукцијом болести биљака или животиња има за циљеве стварање економских губитака, изазивање страха и нарушавање унутрашње стабилности нападнуте земље. Средства за извођење агротерористичких напада могу бити поред патогена, хемијска средства или било који намерно изазвани утицај који угрожава пољопривредну производњу.
Почев од друге деценији 21. века, „одбрани хране” од агротероризма и биотероризма посвећује се све већа пажња. Капацитет лабораторија и одговорајућих установа се надограђују, а израђени су и бројни планови за борбу против агротероризма како би се брзим националним реакцијама, зауставиле и/или елиминисале штетне последице агротероризма на одређеној територији.  Примера ради само САД су више него утростручиле издвајања, са 225 милиона долара „пре 11. септембра 2001.“ на 818 милиона долара, за борбу против биоотероризма. Тако данас пољопривреда САД добија око 2,1% средстава од укупног буџета који се издваја за одбрану и заштиту домовине.

## Историја
Тероризам је појава стара скоро колико и човечанство, а борба против тероризма колико и сам тероризам. Историја човечанства је препуна примера злодала појединаца, група и држава чији је крајњи резултат био стварање страха, економских губитака и/или поткопавање социјалне и политичке стабилности. Случајеви напада на пољопривредни сектор догодили су се већ почетком двадесетог века.
Први светски рат
За време Првог светског рата, немачки научници и стратези разматрали су могућност употребе биолошких средстава против пешадије.  Ове предлоге је немачка влада одбацила из моралних разлога.  Ограничавање употребе ових средстава против људи није ограничило њихову употребу против животиња и усева. Током 1915. године, др Антон Дилгер, Американац немачког порекла, размножавао је, у својој кући у Вашингтону, сојеве антракса и псеудомона, примљене од немачке владе.  Микробне културе биле су дистрибуиране бродоградилиштима у Балтимору, у којима су радили симпатизери Немаца, који је требало да заразе око 3-4,5 хиљада грла коња, мула и друге стоке  која се превозила у Европу како би помогли Савезу централних сила. Чак се и Немци током Првог светског рата нису држали даље од биолошких напада.  Немачка обавештајна служба поседовала је доказе да су француски агенти, делујући у Швајцарској, инфицирали коње превезене у Немачку.
Други светски рат
Током Другог светског рата, неке земље, укључујући Јапан, Немачку, Канаду, Велику Британија и Сједињене Америчке Државе почеле су рад на изради и коришћењу програм биолошког оружја. пре свега усмереног на пољопривредни сектор. Фебруара 1942. године, Академија наука САД предала је Ратном секретару- Хенрију Стимсону, извештај у коме је описана претња жетви, стоци, и људима изложеним биолошким агенцима. Након овог извештаја, председник Роозевелт је наредио да се приступи изради одбрамбеног биолошког програм развоја биолошког оружја. Тако је 1943. године основан центар за истраживање биолошког оружја у Форт Дитрих, у Мериленду, у коме су спроведена истраживања агенаса који би могли бити коришћени за изазивање болести код живатоња и житарица.
У САД су прерд крај Другог светског рата, тачније током 1945. године планирали да униште усеве пиринча у Јапан. Овај плана је повучен јер су у САД схватили да би након тога требало хранити 100 милиона гладних људи, наком пораза Јапана. Уместо тога Американци су изабрали нуклеарну
опцију.
У истом период, рад на биолошком оружју спроводила је и Велика Британија. Она је од 1942, до 1943. године, спровела истраживања са антраксом  на острву крај обале Шкотске. Током овог истраживања заражено је значајно подручје острва спорама антракса, што је довело до еколошке катастрофе, па је острво било ван употребе и у изолацији отприлике 40 година. Тек у 1980-тих када је откривено  средство за дезинфекцију омогућено је уништавање дуготрајних спора антракса. Острво је било
вероватно извор две епидемије антракса  међу стоком у Великој Британији.
Рат у Кини и Манџурији
Током рата у Кини и Манџурији,Јапанске трупе (јединица 731 под команда генерала Шира Исхија) више пута користили биолошко оружје не само против становништва, већ и против усева и стоке.
Прва половина 20. века
По завршетку Другог светског рата, током период хладног рата, започет је програм развоја (посебно од стране великих сила), биолошког оружја. Употреба оружје за масовно уништење животиње и пољопривредних култура сбило је уобичајено током Корејског и Вијетнамског рата. Током 1950-их, амерички планери који су развијали концепт могуће употребе биолошког оружје усмерено против непријатељских усева, закључили да су патогени, који се полако шире кроз тло (као што је већина
вируса, бактерија или микоплазми) бескорисно у сврху ефикасног нападање обрадивих или припитомљених биљака. Тада је у развоју ове врсте оружја, нагласак стављен на агенсе који могу изазвати епидемију у временском оквиру који обухвата једну вегетациону сезону, као и на оне агенсе који ваздухом путем распршивања из авиона у облику аеросола, могу масовно применити.
Пример припреме за употребу у рату биолошки агенаца, уништавањем пољопривредних усева, датирају управо из периода хладног рата. Откривено је да су Американци али и друге нације припремиле 20 тона  резерват спора гљива Puccinia graminis triciti, која изазивају болест житарица, са намером да 
уништавају усеве житарица углавном у Украјина. Залиха од 1 тоне спора других гљивица -
уциљу заражавања пиринчаних поља у Кини. 
Конвенција о забрани биолошког оружја
Биолошко оружје је забрањено за употзребу у свету након потипсивања Конвенција (БВЦ) из 1972. године, коју су до данас потписле и ратификовале 143 државе. Међутим, то није зауставило даље истраживање биолошког оружја. На то указује познати инцидент са антраксом из фабрике у Свердловску,
који је изазвао смрт 66 особа.

## Агротероризам нова опасност за свет
Упркос културним и верским слободама и законским забранама насиља подједнако према човеку и животињама, контаминирајући окружење или разарајући ресурсе који се користе за добробит човека.
Поред ратне примене у локалним и међународним сукобима, већ дуже време се у стручној јавности говори о могућности бројних злоупотреба преласком терориста са конвенционалних средстава, попут експлозива и ватреног оружја, на биолошко или хемијско оружје. У том смислу у новије време тероризам поприма нову димензију, и све више постаје глобални светски проблем, с обзиром на то да нпр. агротеротизам као појавни облик биотероризма у једној средини по правилу никад не остаје изолован на једном простору већ се веома брзо (епидемијски) шири и грана на друге просторе.
Савремени тероризам је доживео наглу експанзију, проширио се ван граница националних држава. Из тог разлога биотероризму се треба супростављати, истовремено војно-полицијском тактиком, политиком, финансијски, научно и другим аспектима који су значајни за заштиту од биотероризма. 
Имајући у виду да је талас тероризма непрестано запљускује савремену цивилизацију изазивајући огромне потресе у међународним односима и на глобалном плану, он је постао предмет интересовања научника и стручњака из ове области који настоје да дефинишу овај проблем.
У литератури о тероризму наведени су четири основна фактора у коришћењу оружја за масовно уништење: нуклеарни, радиолошки, хемијски и биолошки.  Од свега наведеног, биолошки тероризам се сматра најопаснијим, јер чини се да представља највећу претњу због своје широке доступности, јефтиности и високих стопа смртности које изазивају бактерије и вируси.  
Последњих година расте интересовање за претњу од употребе биолошког оружја од стране терориста. Напади узроковани овом врстом оружја могу имати катастрофалне последице, укључујући масовну смртност.  Агротерроризам је мало познат концепт, али његови ефекти могу представљати стварну претњу економијама многих земаља.  Значење и мотиви напада познати су у свету и њихово извршење је изводиво упркос постојању граница између земаља.  Из тих разлога морамо бити спремни за ову врсту тероризма, а исто тако морамо бити спремни и за очување економије.
Агротероризам се заснива на намерној или претећој примени, у сврху изазивања смрти или обољења животиња или биљака:
- вируса,
- бактерија,
- гљивица,
- токсина живих организама

Као посебан облик агротероризма наводи се и могућност контролисаног утицаја на климатске промене — атмосферске прилике које су посебно значајне у појединим фазама развоја биљних култура. Овакав облик агротероризма могу практиковати само економски и технолошки развијене земље.
Иако пољопривреда можда није примарна за тероризма, јер недостаје „шок фактор” у одну на традиционалније терористичких циљева, све већи број аналитичара тероризма сматра агротероризам  одрживом секундарном метом.

## Циљеви
Имајући у виду да пољопривреда чини критичну тачку националне безбедности, она мора да задовољи потребе државе за сировинама и производима биљног и животињског порекла као битног услова очувања мира и просперитета. Полазећи од овога поједине земље посежу за асиметричним ратовањем и глобалним тероризмом, покушавајући да испоље негативни утицај на критичне делове националне инфраструктуре нападнуте територије.
Циљ агротероризма није пуко убијање крава или биљака, ве средство за изазивање економских криза у пољопривредној и прехрамбеној индустрији и социјалној свери, што на крају треба да резултује  
губитком поверења становништва у сопствену владу.
Главни циљеви агротероризма су: 
- Директни  — напад на биљке, животиње.
- Индиректни  — економски губици, страх, политичка нестабилност), јер...када се изврши агротерористички напад на домаће животиње, нападнута земља мора спровести мере карантина и масовних клања и спаљивања заражене стоке. Све се одвија под будним оком телевизије, што заједно са огромним финансијским губитком због међународног ембарга, представља управо оно што терористи желе да виде.
- Угражавање здравље људи — уносом контаминиране хране или ако је животињски патоген преносив на људе изазивањем зооноза.